# هنري آدامز (لاعب كرة قدم أمريكية)
هنري آدامز (بالإنجليزية: Henry Adams)‏ هو لاعب كرة قدم أمريكية أمريكي، ولد في 24 ديسمبر 1915 في California, Pennsylvania ‏ في الولايات المتحدة، وتوفي بنفس المكان في 28 أكتوبر 2005.

## وصلات خارجية
- هنري آدامز على موقع مرجع كرة القدم المحترفة.كوم (الإنجليزية)
- هنري آدامز على موقع JustSportsStats.com (الإنجليزية)